# Maadid
Maadid (în arabă المعاضيد) este o comună din provincia M'Sila, Algeria.
Populația comunei este de 24.168 de locuitori (2008).